# Banyan
Banyan – zespół grający art rock założony w Los Angeles w Kalifornii.

## Skład
- Stephen Perkins - wokal, perkusja
- Nels Cline - gitara
- Willie Waldman - trąbka
- Mike Watt - gitara basowa

## Dyskografia
- Banyan (Cyberoctave, 1997)
- Anytime At All, (Cyberoctave, 1999)
- Live At Perkins' Palace, (Sanctuary, 2004)